# فینال جام در جام اروپا ۱۹۸۴
فینال جام در جام اروپا ۱۹۸۴، رقابت پایانی جام در جام اروپا در سال ۱۹۸۴ میلادی است که مابین دو تیم باشگاه فوتبال یوونتوس و باشگاه فوتبال پورتو برگزار شده‌است.
این مسابقه که در تاریخ ۱۶ مه ۱۹۸۴ انجام شده‌است با نتیجه ۲ بر ۱ به سود تیم باشگاه فوتبال یوونتوس به پایان رسید.